# ピーラーンシャフル
ピーラーンシャフル（Piranshahr；ペルシア語پیرانشهر）はイラン西部、西アーザルバーイジャーン州の都市で、ピーラーンシャフル郡の中心地。人口は10万9千人ほど（2005年）で、人口増加が著しい。州の南西部、オルーミーイェ湖の西の海抜1,300メートルほどの所にある。イラクとの国境に接する。住民はクルド人が多く、ほかにアゼルバイジャン(アゼリー)人もいる。